# Mychal Thompson
Mychal George Thompson (* 30. Januar 1955 in Nassau) ist ein ehemaliger bahamaischer Basketballspieler, der von 1978 bis 1991 in der nordamerikanischen Profiliga NBA aktiv war.

## NBA-Karriere
Thompson wurde im NBA-Draft 1978 von den Portland Trail Blazers an erster Stelle ausgewählt. Er war damit der erste ausländische Spieler, der je an erster Position gewählt wurde.
Thompson spielte acht Jahre lang für die Blazers und erzielte in dieser Zeit 16,7 Punkte, 8,7 Rebounds sowie 1,4 Blocks im Schnitt. 1986 wurde er zu den San Antonio Spurs transferiert, ein Jahr später von den Spurs zu den Los Angeles Lakers. Bei den Lakers kam er nur noch als Ersatz für Kareem Abdul-Jabbar von der Bank, gewann jedoch 1987 und 1988 an der Seite von Abdul-Jabbar, James Worthy und Magic Johnson die NBA-Meisterschaft.
1991 verließ er die NBA und spielte ein Jahr für JuveCaserta Basket in Italien. In seiner 13-jährigen NBA-Karriere erzielte Thompson 13,7 Punkte, 7,4 Rebounds und 1,1 Blocks im Schnitt.
Seit seinem Rücktritt arbeitet Thompson als Radiokommentator der Lakers-Spiele.

## Persönliches
Thompson ist der Vater des Basketballspielers Klay Thompson, der aktuell bei den Dallas Mavericks spielt. Sein älterer Sohn Mychel spielte während der Saison 2011/12 für die Cleveland Cavaliers. Sein jüngster Sohn Trayce spielt Baseball. Er wurde im MLB-Draft 2009 in der zweiten Runde von den Chicago White Sox ausgewählt und wechselte 2021 zu den Chicago Cubs.